# Prophantis adusta
Prophantis adusta is een vlinder uit de familie van de grasmotten (Crambidae), uit de onderfamilie van de Spilomelinae. De wetenschappelijke naam van deze soort is voor het eerst voorgesteld door Hiroshi Inoue in een publicatie uit 1986.
De soort komt voor in India, Bhutan, China, Japan, Taiwan, de Filipijnen, Indonesië, Palau, Papoea-Nieuw-Guinea en Australië.